# Martin Boos

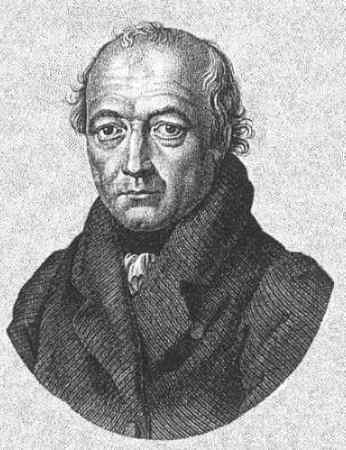
Martin Boos

Martin Boos (25 grudnia 1762 – 29 sierpnia 1825) – rzymskokatolicki teolog i duszpasterz, działający głównie w Bawarii i w Austrii.
Urodził się w Huttenried w Bawarii. Po śmierci rodziców wychowywał się w rodzinie wuja w Augsburgu. Studiował na Uniwersytecie w Dillingen, a jego wykładowcami byli Sailer, Zimmer i Weber. W czasie studiów wyróżniał się pobożnością, która charakteryzowała całe jego późniejsze życie. Odbywał liczne praktyki ascetyczne i pokutne, jednak nie przyniosły mu one ukojenia ani pokoju sumienia. Dopiero w późniejszych latach, pod wpływem doświadczeń duszpasterskich i lektury Pisma św. opracował własną wersję usprawiedliwienia z wiary, bardzo bliską nauce luterańskiej. Naukę tę głosił ze sporym sukcesem w swoich parafiach, jednak wskutek silnej opozycji ze strony władz kościelnych i innych duchownych, zmuszony był opuścić Bawarię. 
W 1799 roku przeniósł się do Linz w Austrii, gdzie przyjął go biskup Gall i powierzył mu pracę duszpasterską w Leonding, później w Waldneukirchen, a w 1806 roku w Gallneukirchen. Katolicki pietyzm Boosa cieszył się tam sporą popularnością nie tylko wśród wiernych, ale także wśród katolickich księży, z którym około 50 przyjęło i głosiło jego zasady.
Jednak po roku 1812, po śmierci biskupa Galla i innych wpływowych przyjaciół, Boos był nękany i prześladowany przez opozycję w Kościele rzymskokatolickim. Zniechęcony tym powrócił do Bawarii. W 1817 roku rząd pruski powierzył mu profesurę w Düsseldorfie, a w 1819 wyznaczył mu pracę duszpasterską w Sayn niedaleko Neuwied. Zmarł w 1825 roku.
Autobiografia Boosa ukazała się w 1831 roku w Lipsku w opracowaniu Johannesa Gossnera. Jej angielski przekład wydano w Londynie w 1836 roku.